# Якщо настане завтра
«Якщо настане завтра» Сідні Шелдона — американський телевізійний мінісеріал 1986 року, оснований на однойменному романі Сідні Шелдона 1985 року, у головних ролях Медолін Сміт, Том Беренджер та Девід Кіт. Його зняв режисер Джеррі Лондон, а сценарій написала Кармен Калвер.

## Сюжет
Намагаючись домогтися справедливості для своєї матері, Трейсі Вітні підставляє гангстер і вирушає у в’язницю на 15 років. Спочатку жертва, Трейсі укладає союзи та планує втечу. Вона відмовляється від свого плану, щоб врятувати маленьку дочку наглядача від утоплення, заслуживши собі помилування. Після несподіваного помилування Трейсі, починає реалізовувати свою помсту. Сама ж Трейсі, заробивши грошей пограбуванням особи, яка несправедливо нажила величезний статок, прямує до Великої Британії. Однак чутки про неї як грабіжницю доходять і до європейської сторони Атлантики, і майже відразу після приземлення в Лондоні на неї виходить Гюнтер Хартог, висококласний шахрай, який вже давно мріє підготувати собі заміну.

## Актори
- Медолін Сміт Осборн як Трейсі Вітні
- Том Беренджер як Джефф Стівенс
- Девід Кіт як Деніел Купер
- Джек Вестон як дядько Віллі
- Річард Кайлі як Гюнтер Хартог
- Ліам Нісон як інспектор Андре Трінян
- Баррі Дженнер як Целлер
- Лейн Сміт як наглядач Бранніган
- Сі Сі Ейч Паундер як Ернестіна Літлчеп
- Меріам д'Або як Соланж

## Виробництво та трансляція
Роль шахрайки Трейсі вимагала 16 маскування для Сміта, який назвав мінісеріал «дуже класною мильною оперою», яка «весела та викликає пригоди». Семигодинний мінісеріал транслювався на CBS у трьох частинах 16, 17 і 18 березня 1986 року.

## Домашній носій
Якщо настане завтра був випущений на VHS компанією Anchor Bay 30 вересня 1997 року (318 хвилин) і на дводисковому DVD-комплекті від Image Entertainment 1 березня 2011 року (313 хвилин).